# Metopidiothrix papuana
Metopidiothrix papuana är en mångfotingart som först beskrevs av Shear 1980.  Metopidiothrix papuana ingår i släktet Metopidiothrix och familjen Metopidiotrichidae. Inga underarter finns listade i Catalogue of Life.